# ژرژ درانسار
ژرژ درانسار (فرانسوی: Georges Dransart‎; ۱۲ مهٔ ۱۹۲۴ – ۱۴ ژوئن ۲۰۰۵) قایقران کانو اهل فرانسه بود.